# Schima superba
Schima superba är en tvåhjärtbladig växtart som beskrevs av Gardn. och Champ. Schima superba ingår i släktet Schima och familjen Theaceae. Inga underarter finns listade i Catalogue of Life.
Schima superba är vanligen ett 5 till 20 meter högt träd med städsegrönt lövverk. De mer eller mindre ovala bladen är tillspetsade vid basen och vid spetsen. De har en lysande grön färg på ovansidan och en blekgrön färg på undersidans. Bladens längd är vanligen 7 till 13 cm och bredden är 2,5 till 4 cm. Varje blomställning består av fyra till åtta klotformiga blommor. Arten hittas främst i skogar i kulliga områden och i bergstrakter mellan 800 och 1600 meter över havet. På Taiwan växer enstaka exemplar som är 30 meter höga.
Arten förekommer i centrala, östra och sydöstra Kina inklusive Hongkong, Taiwan och Hainan. Den hittas även på några av Ryukyuöarna som tillhör Japan. Schima superba är inte sällsynt i regionen. Den listas av IUCN som livskraftig (LC).